# Celler del Sindicat Agrícola de Pira
El Celler del Sindicat Agrícola de Pira és un monument del municipi de Pira (Conca de Barberà) protegit com a bé cultural d'interès local.

## Descripció
El celler de Pira és de planta rectangular amb distribució basilical. La façana principal té una composició formada per un ample grup de finestres verticals disposades simètricament, de forma esglaonada damunt de les dues portalades de mig punt. Les finestres són fetes de maó vist combinat amb rosca "per llarg" i "plec de llibre" en els pilars. La part baixa presenta un sòcol de maçoneria engaltada. La façana té una cornisa de rajola, maó i teula.
L'interior, amb nau central i dues laterals, té una estructura d'arcs parabòlics de maó amb entramat de fusta seguint els vessants de la coberta de teula ceràmica vermella.

## Història
El sindicat agrícola de Pira es constituí l'any 1917. La Secció Vinícola fou qui s'encarregà de la construcció de la construcció del celler. Les obres començaren el 1919. Aleshores tenia una capacitat de 10.000 hl, més tard fou ampliat.